# Ashbel Parmelee Fitch
Pour les articles homonymes, voir Fitch.
Ashbel Parmelee Fitch, né le 8 octobre 1848 à Mooers et mort à New York le 4 mai 1904, est un homme politique américain. Il est le représentant de l’État de New York entre 1887 et 1893.

## Biographie

### Formation
Ashbel Parmelee Fitch naît à Mooers. 
Il accomplit sa scolarité primaire à l’école publique de New York.
Il poursuit sa formation dans les établissements suivants : 
- Williston Northampton School (en)[N 2],[1]
- université d’Iéna[1]
- université Humboldt de Berlin[trad 1],[1]
- Columbia Law School[1]

En novembre 1869, il passe avec succès les examens lui octroyant conjointement son admission au barreau américain (en) et à l’ordre des avocats de New York (en) ; il entame dès lors une carrière d’avocat dans cette même ville.

### Politique
Ashbel Parmelee Fitch exerce plusieurs mandats politiques, officiant sous diverses casquettes, en qualité de représentant au sein des deux partis suivants : 
- Parti républicain lors du 50e Congrès des États-Unis (en)[1]
- Parti démocrate au cours des 51e (en), 52e (en) et 53e Congrès des États-Unis (en)[1]

Le 52e congrès le nomme président[Quand ?] du United States Court of Private Land Claims (en) et le 53e le place à la tête[Quand ?] du United States House Committee on the Election of the President, Vice President and Representatives in Congress (en).
Sa carrière de représentant à la Chambre débute le 4 mars 1887 et s'achève le 26 décembre 1893, date à laquelle il démissionne de ses prérogatives.
Il œuvre ensuite à son investiture au Tammany Hall, visant l’accession au poste de New York City Comptroller (en). Il remporte l’élection et exerce la fonction qui lui est assignée de 1893 à 1897. 
En 1897, le Tammany Hall met fin à son mandat. Chauncey Mitchell Depew (en) l’exhorte alors à postuler à la nomination initiée par la convention républicaine, le destinant ainsi à devenir le first Comptroller of the Consolidated New York. Sa campagne est néanmoins un échec et il renonce dès lors à toute ambition politique. 
En 1899, il fonde et préside le/la Trust Company of America. 
Ashbel Parmelee Fitch meurt à New York le 4 mai 1904. 
Son corps repose au cimetière de Woodlawn.

### Traductions
1. ↑  (de) « Humboldt-Universität zu Berlin : HU Berlin »
2. ↑  (en) « Representative »
3. ↑  (en) « Representatives »
4. ↑  (en) « United States House of Representatives »